# 大逃出 (第二季)
《大逃出2》（： Daetalchul2）是韓國tvN的密室逃脫綜藝節目，由曾打造《The Genius》、《Society Game》等燒腦綜藝的鄭中淵PD和幕後團隊製作，節目成員包括姜鎬童，金鐘旼，金東炫，神童，柳炳宰，P.O。出演者要在節目組製作的超大型密室中，藉破解房間裡的線索逐步開啟新的空間，最終逃出密室。
本季起，有可能逃出失敗；同時成員也有可能提前淘汰離場。

## 尋找第七位成員
- 官網公開尋找第7位成員的招募影片，同時公告任何人只要通過網路上任務測試 （页面存档备份，存于），就可能會獲得第7位成員的機會。

## 節目成員
| 姓名（藝名）   | 姓名（藝名） | 出生日期       | 職業                         | 別名/特長                                      |
| 漢字           | 諺文         | 出生日期       | 職業                         | 別名/特長                                      |
| 姜鎬童         |              | 1970年6月11日  | 主持人、喜劇演員             | 擅長用力氣解決問題，主張一切東西都是線索的理論 |
| 金鍾旼         |              | 1979年9月24日  | 歌手（高耀太成員）、喜劇演員 | 擅長發現物件或線索因此被稱作金發現             |
| 金東炫         |              | 1981年11月17日 | 綜合格鬥選手                 | 膽小但擁有非一般的動態視力及反射神經           |
| 申東熙（神童） | （）         | 1985年9月28日  | 歌手（Super Junior成員）     | 擅長推理及分析線索                             |
| 柳炳宰         |              | 1988年5月6日   | 演員、節目作家               | 擅長整理線索及算術                             |
| 表志勳（P.O）  | （）         | 1993年2月2日   | 歌手（Block B成員）          | 擅長輔助及照顧哥哥們                           |

## 節目形式
每期進行逃出挑戰前，成員先在車上集合。自第一季第三集起，節目組會因應上一期各成員的表現指派該期隊長，隊長會獲發臂章，但第二季則再沒有隊長制。其後成員會戴上眼罩，由工作人員帶領進入大型密室中的房間，成員在完成節目組的指令後才可除下眼罩。在每次挑戰中，成員需運用房間內的線索逐步探索各個空間，逃出並沒有時限，直至全員逃出密室為止。
每次挑戰均設有不同主題，成員會在探索期間從線索得知背景故事的來龍去脈。除了尋找線索及破解機關外，成員或需與工作人員扮演的故事角色互動（如幫助角色尋找物件、帶領角色逃走等），才可成功逃出密室。

## 節目列表
場景名稱以節目回憶特輯為準
| 集數   | 播出日期      | 場景 （實際地點）                                                    | 內容 | 結果                                                                                 |
| 1      | 2019年3月17日 | 未來大學 （京畿道抱川市大真大學）                                    | 內容 - 成員事前會面。 - 全員進入體育館後開始。 - 金鍾旼打開放置在體育館中央的櫃子，打開後大量的網球從櫃子裡面掉落出來。P.O把網球投入箭靶中間的洞，布條掉落。 - 全員打開緊急出口的門。（全員從體育館→體育館走廊） - P.O按下室內消防栓上的按鈕，旁邊的防水箱箱門打開。（全員從體育館走廊→會議室） - 柳炳宰發現通風管上放著門卡，姜鎬童用長竿取得門卡B。（全員從會議室→分部長室） - 神童打開分部長的電腦發現解壓縮檔需要密碼，P.O發現桌墊翻開後下面貼著的安全卡，神童解開壓縮檔的密碼，全員觀看壓縮檔裡的影片。柳炳宰走出分部長室發現地下室走廊有從控制室門縫下延伸出來的黑色電線。 - 神童拿走會議室白板上的磁鐵和會議桌上的紙，全員利用磁鐵和紙移開放在食堂門把上的ㄇ字型鐵桿。（全員從分部長室→食堂） - P.O在外套裡發現門卡C。（全員從食堂→機庫(上)） - P.O發現柱子上的照明開關，開燈後發現黑塔。 | 結果 全员逃脫成功 總耗時為9小時以後。                                                |
| 2      | 2019年3月24日 | 未來大學 （京畿道抱川市大真大學）                                    | 內容 - 成員觸發黑塔排出氣體及顯示圖案，全員從黑塔旁的門發現同樣利用門卡C開啟的保安室。（全員從機庫(上)→保安室） - AI告訴他們需前往語言研究室，P.O發現在桌底下的秘密通道，P.O從秘密通道去到倉庫，並發現旁邊去世的醫生上脖子掛著的門卡D，柳炳宰進入倉庫後和P.O拿了保護裝備。 - 全員穿上保護裝備後分成三組。 - 金東炫、神童到黑塔前觀察黑塔上的圖案並抄寫下來，發現語言研究室在走廊末端。 - 姜鎬童、柳炳宰在殭屍身上發現門卡E。 - 四人都回到保安室後決定到語言研究室研究黑塔上的圖案。（全員從保安室→語言研究室） - 神童解出黑塔上顯示的三個黃色圖案意思為移動黑塔的方法，全員共同解開其餘圖案的意思。（全員從語言研究室→機庫） - 柳炳宰、金鍾旼、P.O利用黑塔前的三色按鈕打開黑塔前的門。（全員從機庫→黑塔內部） - 黑塔裡螢幕上出現的外星人告訴他們如果接受智能測驗就聽從他們的要求 - 全員完成測驗後外星人幫助他們爆破裝卸點的門。（全員從黑塔內部→出口逃脫成功） | 結果 全员逃脫成功 總耗時為9小時以後。                                                |
| 3      | 2019年3月31日 | 付巖洞豪宅 （首爾鍾路區付巖洞廢棄房屋、 首爾中區會賢洞南山市民公寓） | 內容 - 全員分成兩組進入不同房間後開場。 - 金東炫取下發出聲響的手機，接通視訊電話後，被告知金鍾旼、P.O被關在鐵窗裡，如果想要救出他們就要聽從他的指示。 - 姜鎬童、金東炫、神童、柳炳宰四人打開放在車上後座的黑色包包，發現狗糧、噴霧器、除臭劑、望遠鏡、髮膠、信。（姜鎬童、金東炫、神童、柳炳宰從遊樂場前→付巖洞豪宅） - 金鍾旼打開冰箱上層發現寫著「獵豹零食」的紙盒，裡面放著幼蟲，並發現冰箱下層被鎖了起來。 - 姜鎬童發現牆上時鐘的時間和電話上的時間不一致，柳炳宰取下時鐘後發現放電池的地方放了保險櫃的第一把鑰匙。神童發現玄關的全身鏡其實是可以打開的門。（姜鎬童、金東炫、神童、柳炳宰從付巖洞豪宅一樓→二樓） | 結果 全员逃脫成功 總耗時為8小時以后。                                                |
| 4      | 2019年4月7日  | 付巖洞豪宅 （首爾鍾路區付巖洞廢棄房屋、 首爾中區會賢洞南山市民公寓） | 內容 - 姜鎬童、金東炫、神童、柳炳宰在二樓發現躺在病床上的白信陽博士，並且在他的手機裡發現保險櫃構圖和女兒的照片還有跟後輩全達植傳的短信。（姜鎬童、金東炫、神童、柳炳宰從付巖洞豪宅二樓→地下室） - 姜鎬童在地下室牆上發現和手機照片裡一樣的相框照片，四人拆開相框後發現裡面的鑰匙。神童在鋼琴上彈奏了「給愛麗絲」後觸發酒吧陳列櫃的機關，發現黃金保險櫃。（姜鎬童、金東炫、神童、柳炳宰從地下室→美麗的房間） - 金東炫在模型屋裡發現開啟保險櫃的第三把鑰匙（姜鎬童、金東炫、神童、柳炳宰從美麗的房間→書房） - 柳炳宰發現書櫃上的灰色書籍，若只讀書名的第一個字，其產生的句子為「大樹上燕子窩」。金東炫、柳炳宰在住宅外的大樹上燕子窩裡發現開啟保險櫃的第四把鑰匙。（姜鎬童、金東炫、神童、柳炳宰從書房→地下室） - 柳炳宰利用四把鑰匙插入保險櫃後，保險櫃中間出現房間鑰匙。（姜鎬童、金東炫、神童、柳炳宰從地下室→研究室→地下室） - 金鍾旼發現冰箱下層的密碼為999，打開下層後發現在倒數的炸彈。 - 神童發現影片裡實驗鼠的編號應為保險櫃上的密碼。柳炳宰打開保險櫃後發現疫苗。（姜鎬童、金東炫、神童、柳炳宰從地下室→車上前往尋找金鍾旼、P.O） - 金鍾旼利用鐵桿把放在架子上的魚竿弄掉。 - 神童算出金鍾旼、P.O所在的公寓門牌號為709號。姜鎬童、金東炫、神童、柳炳宰救出金鍾旼、P.O。（全員從會賢洞監禁房709號→出口逃脫成功） | 結果 全员逃脫成功 總耗時為8小時以后。                                                |
| 5      | 2019年4月14日 | 無間監獄 （全羅北道益山市教導所攝影場）                              | 內容 - 全員被帶到巴士上脫下眼罩後開場。（全員搭乘巴士→無間監獄的新人等候室） - 姜鎬童、柳炳宰、神童、金東炫因付巖洞盜竊事件（毀壞物品*5、偷竊、擅自闖入、擅自收集個人情報）；金鍾旼、P.O因唆使和幫助（協助唆使）為共犯被關入監獄。六人做完身體檢查和調查後分成兩間房間。（全員從新人等候室→監獄13棟四號房及五號房） - 徐明春告訴四號房三人有關越高張長髮的消息。 - 獄警查房時發現五號房三龍派的手機，因而導致三龍派被監禁到懲戒房24小時。 - 柳炳宰、P.O在五號房廁所牆壁上發現從書上撕下的紙張。（全員從監獄13棟房間→運動場） - 金東炫被監獄長隨機點到至拳擊場上和其他囚犯比賽。 | 結果 全员逃脫失敗                                                                    |
| 6      | 2019年4月21日 | 無間監獄 （全羅北道益山市教導所攝影場）                              | 內容 - 金東炫因比賽獲勝而被監獄長注意。監獄長以無間FC為由，告訴金東炫若是獲勝就給他加餐。（全員從運動場→監獄13棟房間） - 張長髮轉監至監獄13棟和六人同房，並給他們解釋畫在他內褲上的監獄地圖和越獄計畫。姜鎬童因刑警探監而被帶至探視室，刑警遞給姜鎬童巧克力餅乾和手機。（全員從監獄13棟四號房→洗衣房→倉庫） - 姜鎬童拿走衣架上的獄警制服，由金鍾旼、P.O換上。（金東炫從倉庫→監獄長室） - 金鍾旼、柳炳宰進到獄警室拍攝獄警手冊內容和偷取一部對講機，柳炳宰發現獄警手冊裡的獄警暗號和無線電口號。 - 金東炫在監獄長辦公桌大抽屜裡發現三龍派的手機和聖經，在小抽屜裡發現裝著FC比賽視頻和賓客名單的兩個USB。（金東炫從監獄長室→倉庫，全員從倉庫→監獄13棟四號房） - 姜鎬童發現三龍派的手機密碼應為3028。張長髮從廁所地板磁磚下拿出給屍體處理組的賄賂物，和能撬開冷凍室的萬能鐵條。 - 姜鎬童從窗戶逃脫後成員未即時把窗櫺關上被探照燈照到。（全員逃脫失敗） | 結果 全员逃脫失敗                                                                    |
| 7      | 2019年4月28日 | 希望研究所 （廢棄軍事基地）                                          | 內容 - 全員分成兩組進入不同的廢氣冷凍倉庫後開場。 - 金鍾旼、柳炳宰分別發現地上的鑰匙，全員會合。（全員從廢氣冷凍倉庫→廚房倉庫） - 柳炳宰發現櫃子後面牆壁上寫著「至此我們依舊存有希望」，並發現日光燈蓋上有老鼠屍體，金鍾旼發現老鼠屍體下的鑰匙。（全員從廚房倉庫→廚房） - P.O打開冰櫃發現裡面被燒傷的屍體，姜鎬童發現窗戶上有著需要三位數的密碼鎖。P.O打開廚房深處的門發現喪屍，柳炳宰發現喪屍手上的智能手錶時間為3:15，成員合力取得智能手錶後神童利用智能手錶使手機發出聲音，並發現手機聲音從鐵捲門後方傳出。 - 姜鎬童發現屍體手上的戒指內側寫著「MSG」，神童利用廚房倉庫裡的電話解出密碼應為674。 - 成員打開鎖著的窗戶後出現推盤，金鍾旼完成推盤打開通往食堂的窗戶。（全員從廚房→食堂） - 柳炳宰靠手機鈴聲發現手機，裡面有著廚房長和女朋友的照片和短信。柳炳宰打開長廊中的其中一扇門取得六個對講機，並發現女喪屍斜對面的鐵門應是出口。金東炫、柳炳宰成功打開鐵門上的六個鎖。（全員從食堂→長廊→室外→軍官營帳） - 柳炳宰在桌上的日誌中取得隔離室的門卡。P.O取過床櫃上的信封，得到有關崔希望和PDS病毒疫苗的相關訊息。柳炳宰在衣櫃裡的外套口袋中發現研究室的鑰匙。（全員從軍官營帳→希望研究室） | 結果 金鍾旼、金東炫、申東熙（神童）、柳炳宰及表志勳（P.O）逃脫成功 總耗時為8小時从后 |
| 8      | 2019年5月5日  | 希望研究所 （廢棄軍事基地）                                          | 內容 - 金鍾旼、P.O進入希望研究室裡的隔離室，取得控制室鑰匙。（全員從希望研究室→室外→控制室3樓） - 六人分成四組行動。 - P.O→留在控制室擔任總指揮，放煙火 - 姜鎬童→去軍官營帳 - 柳炳宰、金東炫→去食品倉庫 - 金鍾旼、神童→放藍牙音響 - P.O點燃第一發煙火除P.O外五人出發，神童放下音響後和金鍾旼回到控制室裡；柳炳宰、金東炫到食品倉庫找到希望；姜鎬童在軍官營帳的書桌抽屜裡取得控制室2樓的鑰匙和手機。 - P.O點燃第二發煙火但並未發射成功（啞彈），點燃第三發煙火發射成功後，柳炳宰、金東炫帶著希望從食品倉庫回到控制室。姜鎬童因不會開軍官營帳門鎖而錯失逃離的機會，在回控制室的路上被喪屍咬因而成為喪屍，但成功把手機和鑰匙交給柳炳宰和金鍾旼。（全員（除姜鎬童外）從控制室3樓→控制室2樓；姜鎬童從軍官營帳→逃脫失敗） - 柳炳宰在牆上取得車鑰匙。（全員（除姜鎬童外）從控制室2樓→控制室3樓） - 中央疾病控制中心的主任用直升機送直笛至控制室，神童聽到喪屍群中有姜鎬童的聲音，後發現其在喪屍群裡。神童吹奏高耀太的《純情》吸引喪屍們的注意離開控制室鐵門，柳炳宰到樓下拿音響到控制室3樓放音樂，並把所有喪屍關進3樓。 - 全員（除姜鎬童外）帶著希望上車，金東炫開車撞開鐵柵欄。（柳炳宰、神童、金東炫、金鍾旼、P.O從控制室→出口逃脫成功；姜鎬童逃脫失敗） | 結果 金鍾旼、金東炫、申東熙（神童）、柳炳宰及表志勳（P.O）逃脫成功 總耗時為8小時从后 |
| 9      | 2019年5月12日 | 曹馬特奥精神病院                                                     | 內容 - 全員分成三組進入不同房間後開場。 - 因崔多重說美美（兔子玩偶）口渴了，神童發現病房的冰箱被鎖上。 - 金鍾旼在櫃子裡發現手電筒，往牆壁照射發現上面寫著「不要相信曹馬特奧院長」。 - P.O發現嚴大盜的床底下藏著一個盒子。 - 神童從冰箱門上貼的數字提示中求出冰箱密碼為4846。打開後發現用玻璃瓶裝的千紙鶴、花、照片還有信封，神童倒出千紙鶴發現紙片，組合起來為張基斗病患的診療紀錄。 - 崔多重告訴姜鎬童、神童醫院五樓有特殊治療室，院長會帶著病患做奇怪的實驗，並且護士給的藥絕對不能吃。 - 院長和護士巡房時告知他們，姜鎬童為過食症；神童為衝動性偷竊症；柳炳宰為敵對性反抗障礙，俗稱中二病；P.O為情感缺乏症；金東炫為虛言症；金鍾旼為失讀症。（全員從各間病房→休息室） - 金鍾旼下贏正在下象棋的人，得知其就是張基斗，張基斗告訴他們絕對不能相信醫院裡的人，且五樓的特殊治療室裡沒有人知道會發生甚麼事，裡面還有一位奇怪的病患姓王。P.O在回房的路上發現嚴大盜的盒子被放在護士室。（全員從休息室→各間病房） - 護士給病房的每個病患吃藥後，帶著金鍾旼去地下室便離開。P.O發現應該放在護士室桌上的盒子不見了；姜鎬童利用密碼「0301」打開金美子護士長的置物櫃，置物櫃中發現嚴大盜的盒子並得到醫院的門卡。（金鍾旼從605號房→地下室；全員（除金鍾旼）從各間病房→走廊→護士室→醫院五樓） - 金鍾旼被關入地下室並遇到院長，院長告訴金鍾旼他其實是位驅魔師，需要金鍾旼幫助念祈禱文以驅除惡鬼。 - 全員（除金鍾旼）跟著地上的血跡走，發現503號房為王喜悅的病房，牆壁上寫著「天海明」。 | 結果 全员逃脫成功 總耗時為4小時以后。                                                |
| 10     | 2019年5月19日 | 曹馬特奥精神病院                                                     | 內容 - 柳炳宰在櫃子裡發現王喜悅的書包，裡面有一件愛鬼同好會T恤和一張照片。（全員（除金鍾旼）從503號房→院長室） - 金鍾旼和院長對王喜悅念祈禱文但無效，院長把金鍾旼關進密室後去世。 - 姜鎬童發現桌上的日記，柳炳宰發現王喜悅的病歷表，並在日記裡發現祈禱文。P.O聽出燈暗時靈魂所說的話為「十字架」，金東炫打開十字架發現鑰匙。（全員（除金鍾旼）從院長室→特殊治療室） - P.O發現桌子下的黑色包包，柳炳宰發現地下室鑰匙，並發現驅趕惡鬼的聖物為蒜，P.O把所有的蒜都裝入包包裡。柳炳宰發覺牆壁上掛著的祈禱文內容和日記裡的有出入。（全員（除金鍾旼）從特殊治療室→樓梯間） - 姜鎬童在電梯前發現掛著的鐵框架鑰匙。（全員（除金鍾旼）從樓梯間→地下室） - 成員發現被關在密室的金鍾旼，六人會合。（全員進入密室） - P.O利用手電筒照射牆壁上的聖經，發現上面寫著「用紅色的大蒜調料在眉間畫十字架」，神童提出祈禱文中間「惡魔啊! 惡魔啊!」應該改為「天海明! 天海明!」。全員一起念出祈禱文後使天海明痛苦，金東炫用大蒜調料在天海明眉間畫十字架成功驅逐天海明離開王喜悅的身體。 - 金鍾旼打開變電箱發現需要插鐵框架鑰匙的機關，柳炳宰在王喜悅的病服上發現三個篆書體密碼，插入機關後成功啟動電梯。（全員從地下室→出口逃脫成功） | 結果 全员逃脫成功 總耗時為4小時以后。                                                |
| 11     | 2019年5月26日 | 謀殺監獄                                                             | 內容 - 全員分成三組進入不同房間後開場。 - 柳炳宰利用305號房密碼盤上的密碼「561」，求得自己房間還有303號房的密碼，但是同樣的理論用在301號房卻行不通。金鍾旼得出301號房的密碼應為「743」，但柳炳宰和金鍾旼的理論還是解不開306號房的密碼。（全員從各間房間→工作室） - 柳炳宰發現放在工作室中間的椅子，應是一開始被殺人魔殺掉的警察坐的椅子，又發現在木椅的右手把上刻著「對講機」三字。P.O發現放在架子上的磁帶錄音機，裡面放著有關棒球的喜劇小品的錄音帶。全員在木櫃的抽屜裡發現鑰匙。（全員從工作室→倉庫） - 姜鎬童發現花盆架子後面是一扇門，門後掛著一把鑰匙。門後的鐵架上有拍立得、眼罩、對講機、警察的手冊本。（全員從倉庫→密室） - 柳炳宰把鑰匙插入密室的金庫裡，密室地板上升且門也被關上。P.O打開通風口發現撥號鍵盤，旁邊寫著「NO HIT NO RUN」。P.O利用對講機得到李章元的回應，並得知兩者所在地方的時間並不相同。 | 結果 全员逃脫成功 總耗時為6小時56分。                                                |
| 12     | 2019年6月2日  | 謀殺監獄                                                             | 內容 - 河錫辰、金知碩及李章元進入306號房後開場。 - 李章元利用羅列法求出房間密碼為「23317」。（問題男人三人從306號房→走廊） - 金知碩在工作室的木櫃裡發現鑰匙。（問題男人三人從走廊→倉庫） - 金知碩發現花盆架子後方的門，河錫辰發現門後掛著的鑰匙，三人把鐵架上的袋子全部搬到外面的桌子上。（問題男人三人從倉庫→走廊） - 李章元發現袋子裡的對講機，成功跟P.O聯繫上，並和大逃脫六人互相交換已知消息。金知碩打開牆下的緊急逃生燈後發現後面的控制桿，拉開後牆壁往後退，出現密室。（問題男人三人從走廊→密室） - 金知碩發現充電孔，成功打開筆電後發現需要密碼。河錫辰、李章元解開牆壁上的數學公式，並算出大逃脫六人的密碼應是「919X」的四位數，柳炳宰從0開始試得出密碼為「9193」，成功使密室地板下降。（大逃脫六人從密室→走廊；問題男人三人從密室→走廊→304號房） - 問題男人三人代入警察名片上的電話最後四碼—「0901」，成功開啟筆電，並在裡面發現偵訊影片。神童提出大門的20位密碼應和棒球分數有關。 - 神童向問題男人三人求得304號房密碼為「222219」，P.O在旁邊的公共電話上輸入「222219」後成功打開304號房。（大逃脫六人從走廊→304號房） - 問題男人三人得知朴強人在偵訊影片裡面所說的「右翼手」為他的父親—朴仁強，並把這個消息告訴大逃脫六人。神童在打字機裡打下「朴仁強」，成功打開304號房里的1984年之房。金知碩同樣在打字機打下「朴仁強」，雖然打開了門卻被裡面的木板擋住，無法進入。（大逃脫六人從304號房→1984年之房） - P.O在書櫃上發現棒球年鑑並交給神童。 - 問題男人三人在304號房討論時，朴強人拿著電鋸從1984年之房出來，三人利用鏡子和手銬成功制伏朴強人。 - 金知碩在朴強人的左邊眉毛上發現「84.5.5」，柳炳宰利用棒球年鑑查詢1984年5月5日時棒球比賽的分數，並告訴問題男人三人，成功打開大門。（大逃脫六人和問題男人三人從304號房→出口逃脫成功） | 結果 全员逃脫成功 總耗時為6小時56分。                                                |
| 导演版 | 2019年6月9日  | 介紹過去設計                                                         | 介紹過去設計 | 介紹過去設計                                                                         |

## 收視率
| 集數       | 播出日期   | AGB尼爾森收視率  | AGB尼爾森收視率 | AGB尼爾森收視率 | AGB尼爾森收視率 |
| 集數       | 播出日期   | 大韓 民國 (全國) | 排行            | 排行            | 首爾 (首都圈)   |
| 集數       | 播出日期   | 大韓 民國 (全國) | 所有節目        | 綜藝節目        | 首爾 (首都圈)   |
| ---------- | ---------- | ---------------- | --------------- | --------------- | --------------- |
| 1          | 2019/03/17 | 2.546%           | 2               | 1               | 3.187%          |
| 2          | 2019/03/24 | 2.048%           | 6               | 4               | 2.475%          |
| 3          | 2019/03/31 | 1.958%           | 5               | 3               | 2.169%          |
| 4          | 2019/04/07 | 1.749%           | 9               | 3               | 1.844%          |
| 5          | 2019/04/14 | 2.001%           | 5               | 3               | 2.154%          |
| 6          | 2019/04/21 | 1.836%           | 9               | 3               | 1.863%          |
| 7          | 2019/04/28 | 1.537%           | 10              | 3               | 1.841%          |
| 8          | 2019/05/05 | 2.001%           | 4               | 3               | 2.554%          |
| 9          | 2019/05/12 | 1.709%           | 5               | 3               | 1.948%          |
| 10         | 2019/05/19 | 1.871%           | 7               | 4               | 2.247%          |
| 11         | 2019/05/26 | 1.765%           | 11              | 3               | 1.742%          |
| 12         | 2019/06/02 | 2.955%           | 4               | 1               | 3.494%          |
| 导演版     | 2019/06/09 | 1.714%           | 12              | 3               | 2.042%          |
| 平均收視率 | 平均收視率 | 1.976%           | －              | －              | 2.274%          |

- 收視最低的集數以藍色表示，收視最高的集數以紅色表示，而空格則表示該集的收視沒有相關數據。

## 外部連結
- 官方網站 （页面存档备份，存于）
- 官方YouTube （页面存档备份，存于）
- 大逃出2-NAVER （页面存档备份，存于）
- 官方Instagram

| · 星期日 22:40 – 00:15 (次日) (KST)   | · 星期日 22:40 – 00:15 (次日) (KST)      | · 星期日 22:40 – 00:15 (次日) (KST) |
| ------------------------------------- | ---------------------------------------- | ----------------------------------- |
|                                       | 大逃出2 （2019.03.17 – 2019.06.09）      |                                     |
| Amor Fati （2018.12.09 – 2019.03.03） | Super Hearer （2019.06.16 – 2019.08.04） |                                     |

| 臺灣 / 香港 / 马来西亚 / 新加坡 / 印度尼西亞 / 菲律賓 / 緬甸 / 泰國 / 柬埔寨 · tvN Asia · 星期日 23:05 — 00:35 (UTC+8) · 5月5日起改为星期日播出。 | 臺灣 / 香港 / 马来西亚 / 新加坡 / 印度尼西亞 / 菲律賓 / 緬甸 / 泰國 / 柬埔寨 · tvN Asia · 星期日 23:05 — 00:35 (UTC+8) · 5月5日起改为星期日播出。 | 臺灣 / 香港 / 马来西亚 / 新加坡 / 印度尼西亞 / 菲律賓 / 緬甸 / 泰國 / 柬埔寨 · tvN Asia · 星期日 23:05 — 00:35 (UTC+8) · 5月5日起改为星期日播出。 |
| --- | --- | --- |
| | 大逃出2 （2019年3月23日 – 2019年6月16日） | |
| 人生酒馆 （2019年1月5日 – 2019年3月16日） | — | |